# Рудольф Карнап
Рудольф Карнап (нім. Rudolf Carnap, 18 травня 1891 — 14 вересня 1970) — німецький, а після 1935 року американський філософ-позитивіст, член Віденського гуртка.

## Життєпис
Карнап народився на заході Німеччини у родині, що була скромною до покоління його батьків. Він навчався в Єнському університеті і збирався написати дисертацію з фізики. Водночас він старанно студіював «Критику чистого розуму» Канта і був одним із небагатьох студентів, які слухали курси Готтлоба Фреге з математичної логіки. Відслуживши в армії три роки впродовж Першої світової війни, він отримав дозвіл на вивчення фізики у Берлінському університеті, де на той час отримав посаду професора Альберт Ейнштейн. Повернувшись У Єну, Карнап написав дисертацію, присвячену аксіоматичній теорії простору й часу. На факультеті фізики йому сказали, що дисертація надто філософська, а Бруно Баух з факультету філософії сказав, що це чиста фізика. Тоді Карнап написав дисертаційну роботу під керівництвом Бауха, в якій простір розглядався в традиційно кантіанському стилі, і опублікував її під назвою Der Raum (Простір) у додатку до Kant-Studien (1922). У цій роботі він чітко розрізняв формальний, фізичний та перцептуальний простори.
Завдяки курсу Фреге Карнап познайомився з працями з логіки та філософії Бертана Расселла, що дозволило вималюватися меті його власних пошуків — перевершити традиційну філософію, застосовуючи нові логічні методи в науці. Він написав листа Расселлу, і у відповідь отримав переписаний від руки великий витяг із Principia Mathematica. У 1924 та 1925 роках Карнап відвідував семінари засновника феноменології Едмунда Гуссерля і продовжував писати статті логіко-позитивістського спрямування.
Карнап зустрів споріднену душу в особі Ганса Райхенбаха, з яким познайомився на конференції 1923 року. Райхенбах познайомив його із Моріцом Шліком, професором Віденського університету, який запропонував Карнапу посаду на факультеті. Карнап прийняв запрошення у 1926. Відтоді він став членом неформальної групи віденських інтелектуалів, що стала відомою під назвою Віденського гуртка. Гурток очолював Моріц Шлік, до нього входили Ганс Ган, Фрідріх Вайсманн, Отто Нейрат, Герберт Фейгль, іноді приходив студент Гана Курт Гедель. Коли до Відня навідався Людвіг Віттгенштайн, Карнап отримав змогу зустрітися із ним також. 1929 року Карнап із Ганом та Нейратом написали маніфест гуртка і започаткували філософський журнал Erkenntnis.
1928 року Карнап опублікував дві важливі книги.
«Логічна структура світу» (Der logische Aufbau der Welt) була присвячена розробці формально строгого варіанту емпіризму, де всім науковим термінам давалося феноменологічне означення. Формальна система Aufbau (як зазвичай називають цю книгу) ґрунтувалася на єдиному простому діадному предикаті, що є істинним тоді, коли дві окремі сутності «схожі» одна на одну. На Aufbau сильно вплинула Principia Mathematica, крім того книга Карнапа порівняна з меретологічною метафізикою Вайтгеда, створеною у проміжку між 1916 та 1929 роками. Втім, схоже, Карнап незабаром став ставитися до своєї праці стримано. Зокрема, він не давав дозволу на англійський переклад аж до 1967.
Книга Псевдопроблеми в філософії стверджувала, що багато філософських питань не мають сенсу, тобто їхнє формулювання є насиллям над мовою. Відповідно, висновком із цього була необхідність вигнання метафізики з людського дискурсу. Саме це твердження було найвідомішою думкою Карнапа впродовж багатьох років.
У лютому 1930 до Відня з лекціями приїхав Тарський, а у листопаді того ж року Карнап відвідав Варшаву. Завдяки цьому знайомству він довідався про модельно-теоретичний метод Тарського у семантиці.
У 1931 Карнап отримав призначення професором німецької мови в Карловому університеті у Празі. Там він написав книгу, завдяки якій став найзнаменитішим логічним позитивістом, навіть у порівнянні з іншими членами Віденського гуртка. Ця книга — Логічний синтаксис мови. У цій книзі Карнап пропагував принцип толерантності, за яким нема істинної чи правильної логіки або мови. Дослідник може використовувати ту мову, що найбільше підходить для висловлення його думок.
У 1933 з Карнапом у Празі зустрівся Квайн, що започаткувало довгі дискусії й глибоку повагу філософів один до одного, хоча Квайн і не погоджувався з багатьма філософськими висновками Карнапа.
Соціалістичні та пацифістські переконання Карнапа змусили його емігрувати в США, коли до влади в Німеччині й Австрії стали приходити нацисти. Це сталося у 1935, а в 1941 він отримав американське громадянство. Тим часом у Відні у 1936 застрелили Моріца Шліка. З 1936 по 1952 Карнап обіймав посаду професора філософії у Чиказькому університеті. Завдяки, частково, допомозі Квайна, він провів 1939-41 роки в Гарварді, де знову зустрівся з Тарським. Пізніше, в 1963 році Карнап згадував про час у Чикаго з роздратуванням, оскільки там тільки він та Чарлз Морріс цікавилися наукою й логікою. Проте, чиказькі роки були для нього продуктивними. Він написав книги з семантики, модальної логіки та присвячені філософським основам теорії ймовірностей та індукції.
Після періоду в прінстоноському Інституті перспективних досліджень Карнап працював на філософському факультеті Каліфорнійського університету в Лос-Анджелесі. Там він писав на теми наукового знання, дихотомії між аналітичними й синтетичними твердженнями й про принцип верифікації. Праці, присвячені термодинаміці, основам теорії ймовірностей та індукції, були опубліковані посмертно.
Ще в 14 років Карнап вивчив есперанто і все життя симпатизував йому. Він відвідував світовий конгрес есперантистів у 1908 та 1922 році.
Карнап мав чотирьох дітей від першого шлюбу, який завершився розлученням у 1929 році. Його друга дружина здійснила самогубство в 1964.

## Вибрані праці
- 1922. Der Raum: Ein Beitrag zur Wissenschaftslehre, Kant-Studien, Ergänzungshefte, no. 56. His Ph.D. thesis.
- 1926. Physikalische Begriffsbildung. Karlsruhe: Braun.
- 1928. Scheinprobleme in der Philosophie (Pseudoproblems of Philosophy). Berlin: Weltkreis-Verlag.
- 1928. Der Logische Aufbau der Welt. Leipzig: Felix Meiner Verlag. English translation by Rolf A. George, 1967. The Logical Structure of the World. Pseudoproblems in Philosophy. University of California Press.
- 1929. Abriss der Logistik, mit besonderer Berücksichtigung der Relationstheorie und ihrer Anwendungen. Springer.
- 1934. Logische Syntax der Sprache. English translation 1937, The Logical Syntax of Language. Kegan Paul.
- 1996 (1935). Philosophy and Logical Syntax. Bristol UK: Thoemmes. Excerpt.
- 1939, Foundations of Logic and Mathematics in International Encyclopedia of Unified Science, Vol. I, no. 3. University of Chicago Press.
- 1942. Introduction to Semantics. Harvard Uni. Press.
- 1943. Formalization of Logic. Harvard Uni. Press.
- 1956 (1947). Meaning and Necessity: a Study in Semantics and Modal Logic. University of Chicago Press.
- 1950. Logical Foundations of Probability. University of Chicago Press. Pp. 3-15 online.
- 1950. «Empiricism, Semantics, Ontology», Revue Internationale de Philosophie 4: 20-40.
- 1952. The Continuum of Inductive Methods. University of Chicago Press.
- 1958. Introduction to Symbolic Logic with Applications. Dover.
- 1963, «Intellectual Autobiography» in Schilpp (1963: 1-84).
- 1966. Philosophical Foundations of Physics. Martin Gardner, ed. Basic Books. Online excerpt.
- 1971. Studies in inductive logic and probability, Vol. 1. University of California Press.
- 1977. Two essays on entropy. Shimony, Abner, ed. University of California Press.
- 1980. Studies in inductive logic and probability, Vol. 2. Jeffrey, R. C., ed. University of California Press.
- 2000. Untersuchungen zur Allgemeinen Axiomatik. Edited from unpublished manuscript by T. Bonk and J. Mosterín. Darmstadt: Wissenschaftliche Buchgesellschaft. 167 pp. ISBN 3-534-14298-5.